# Prince Alfred Hamlet
Prince Alfred Hamlet è una cittadina sudafricana situata nella municipalità distrettuale di Cape Winelands nella provincia del Capo Occidentale.
Il piccolo centro sorge a circa 110 chilometri a nord-est di Città del Capo.

## Storia
Prince Alfred Hamlet venne fondata da Johannes Cornelis Goosen, un allevatore nato nel Klein Drakenstein e immigrato da giovane nel caldo Bokkeveld.